# Prosperita Open 2008
Il Prosperita Open 2008 è stato un torneo di tennis facente parte della categoria ATP Challenger Series nell'ambito dell'ATP Challenger Series 2008. Il torneo si è giocato a Ostrava in Repubblica Ceca dal 5 all'11 maggio 2008 su campi in terra rossa e aveva un montepremi di $42 500+H.

## Vincitori

### Singolare
Jiří Vaněk ha battuto in finale  Jan Hernych con il punteggio di 6–3, 4–6, 6–1.

### Doppio
Serhij Stachovs'kyj /  Tomáš Zíb hanno battuto in finale  Jan Hernych /  Igor Zelenay con il punteggio di 7–6(6), 3–6, [14–12].